# 23 серпня
23 серпня  — 235-й день року (236-й у високосні роки) у григоріанському календарі. До кінця року залишається 130 днів.

## Свята і пам'ятні дні

### Міжнародні
- ООН: Міжнародний день пам'яті про работоргівлю та її ліквідації
- Європейський день пам'яті жертв сталінізму та нацизму

### Національні
- Україна: День Державного Прапора України
- Латвія: День пам'яті жертв сталінізму та нацизму
- Литва: День чорної стрічки. Відзначається як траурний день на честь підписання пакту Молотова — Ріббентропа 1939 року, в цей день приспущені литовські прапори з чорними стрічками.
- Естонія: День пам'яті жертв сталінізму та нацизму
- Румунія: День визволення від нацистської окупації.
- Бразилія: День морської авіації. (Dia do aviador naval)
- Білорусь: День працівників державної статистики.
- Іран: Національний день лікарів.

### Свята
- День міста Харкова.
- День міста Луцька.

### Релігійні

#### Християнство
Католицизм
- День Святого Закхея.
- День Святої Рози Лімської.

Православ'я
- Віддання свята Успіння Пресвятої Богородиці.
- Мученика Луппа.
- Священномученика Іринея, єпископа Ліонського.
- Преподобних Євтихія та Флорентія.
- Святителя Калиника, патріарха Константинопольського.

## Події

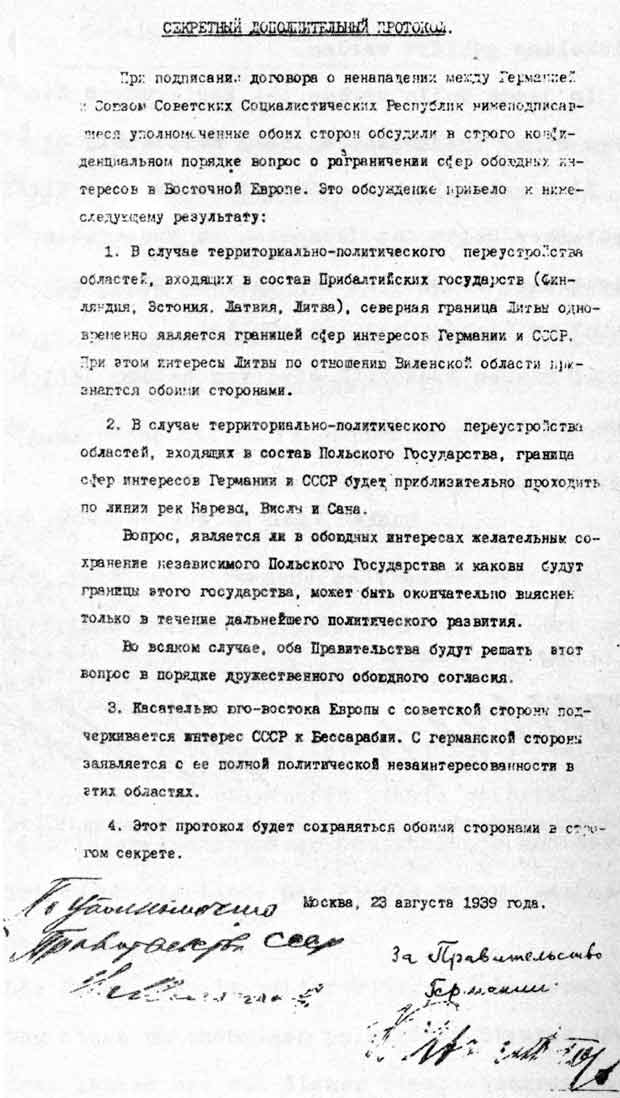
Секретний додатковий протокол до Договору про ненапад між СРСР та Німеччиною від 23 серпня 1939 р.

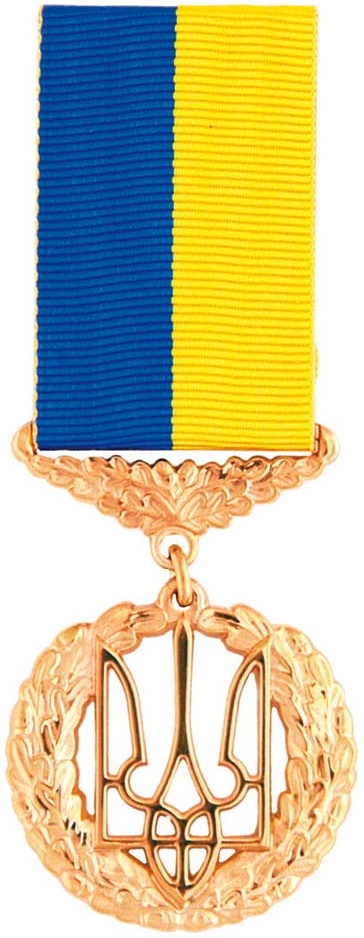
Нагорода «Герой України»

- 1382 — Розорення Москви Тохтамишем
- 1866 — за Празькою угодою Венецію передано Королівству Італія.
- 1904 — запатентовано автомобільний шинний ланцюг.
- 1918 — Рада міністрів Української Держави затвердила постанову про створення в Києві Державного драматичного театру.
- 1919 — під час наступу на Київ армія УНР зайняла Новоград-Волинський.

- 1939 — у Москві підписано Пакт Молотова — Ріббентропа і таємний протокол до нього, за яким Європу поділили за сферами впливу Третій Рейх і СРСР.
- 1942 — початок Сталінградської битви.
- 1943 — визволення Харкова від німецьких окупантів.
- 1975 — відкриття Харківського метрополітену.
- 1989 — в 50-у річницю підписання радянсько-німецького пакту відбулася акція «Балтійський шлях», коли мешканці Литви, Латвії і Естонії утворили живий ланцюг завдовжки майже 600 км — близько двох мільйонів людей (найбільший живий ланцюг у світі).
- 1990 — у Бердянську на місцевому стадіоні «Торпедо» вперше в СРСР стартувала міжнародна музично-екологічна акція «САМ» («Врятуємо Азовське море!»). Вперше на великому міжнародному форумі над стадіоном було піднято синьо-жовтий прапор. Цей день згодом стане День Державного Прапора України.
- 1994 — позачергова сесія севастопольської міськради прийняла незаконне рішення про визнання російського правового статусу міста Севастополя.

- 1998 — встановлене звання Герой України.

## Народились

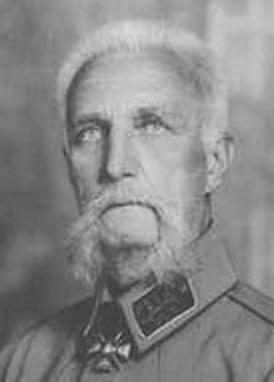
Володимир Сікевич.

Див. також Категорія:Народились 23 серпня
- 1727 — Фрідріх Гартман Граф (Friedrich Hartmann Graf) (†1795), композитор.
- 1754 — Людовик XVI (Louis XVI de France) король Франції (страчений 21 січня 1793).
- 1769 — Жорж Леопольд Кюв'є (Georges Léopold Chrétien Frédéric Dagobert, Baron de Cuvier) (†1832), французький зоолог.
- 1773 — Якоб Фрідріх Фріз (Jakob Friedrich Fries) (†1843), німецький філософ-ідеаліст фізик і математик.
- 1811 — Огюст Браве (†1863), французький кристалограф, автор теорії просторових решіток кристалів.
- 1851 — Алоїс Їрасек (Alois Jirásek) (†1930), чеський письменник, створив цілий ряд історичних романів, які охоплюють майже всю багатовікову історію Чехії з прадавніх часів до 1848 року.
- 1867 — Осип Маковей, український поет, прозаїк та громадсько-політичний діяч.
- 1870 — Володимир Сікевич, військовий і політичний діяч; генерал-хорунжий армії Української Народної Республіки.
- 1932 — Давид Черкаський, український режисер-мультиплікатор, художник-мультиплікатор, сценарист.
- 1935 — Анатоль Перепадя, український перекладач.
- 1941 — Ед Робертс, американський інженер і підприємець, який розробив перший комерційно успішний персональний комп'ютер Altair 8800 в 1975.
- 1950 — Григорій Гусейнов, український письменник, редактор, видавець.
- 1974 — Сергій Жадан, український письменник, поет, перекладач, громадський активіст.
- 1977 — Джаред Фогл, американський речник і злочинець.

## Померли
Дивись також Категорія:Померли 23 серпня
- 93 — Агрікола Гней Юлій, римський воєначальник і політик.
- 1732 — Феліче Бозеллі, італійський живописець, майстер натюрморту.
- 1305 — Вільям Воллес, національний герой Шотландії, провідник збройної боротьби за незалежність
- 1902 — Генріх Семирадський, український і польський художник, представник пізнього академізму.
- 1926 — Рудольф Валентино, американський кіноактор німого кіно.
- 1937 — Альбер Руссель, французький композитор першої третини XX століття.
- 1972 — Дваріонас Баліс, литовський композитор.
- 2002 — Стаффорд Бір, британський кібернетик.
- 2008 — Томас Гакл Веллер, американський вірусолог, лауреат Нобелівської премії.
- 2009 — Валентина Сазонова, український дизайнер одягу, авторка ляльок, громадський та культурний діяч України.
- 2023 — Євген Пригожин, російський бізнесмен ресторанного бізнесу також засновник ПВК «Вагнер».